# Олтре Ил Коле
Олтре Ил Коле (итал. Oltre Il Colle) је насеље у Италији у округу Бергамо, региону Ломбардија.
Према процени из 2011. у насељу је живело 503 становника. Насеље се налази на надморској висини од 1073 м.

## Становништво
Према резултатима пописа становништва 2011. у општини је живело 1.058 становника.
| 1931. | 1936. | 1951. | 1961. | 1971. | 1981. | 1991. | 2001. | 2011. |
| ----- | ----- | ----- | ----- | ----- | ----- | ----- | ----- | ----- |
| 1.727 | 1.726 | 1.945 | 1.873 | 1.574 | 1.376 | 1.236 | 1.142 | 1.058 |